# エモリー大学ゴイズエタ経営大学院
エモリー大学ゴイズエタ経営大学院（Emory University Goizueta Business School、Goizueta Business School 、Emory Business School、あるいは単にゴイズエスタ）は、米国ジョージア州アトランタにある、私立校エモリー大学の経営大学院（ビジネススクール）。この名はザ コカ・コーラ カンパニー前社長であるロベルト・ゴイズエタに由来する。
米国ビジネススクールには珍しい4のMBAプログラム（一年制、二年制、エグゼクティブ、夜間）を持つ。2年制プログラムについては、米国ビジネススクールランキングのトップ20の常連でありながら、１学年180名程度と小規模なクラスサイズである。

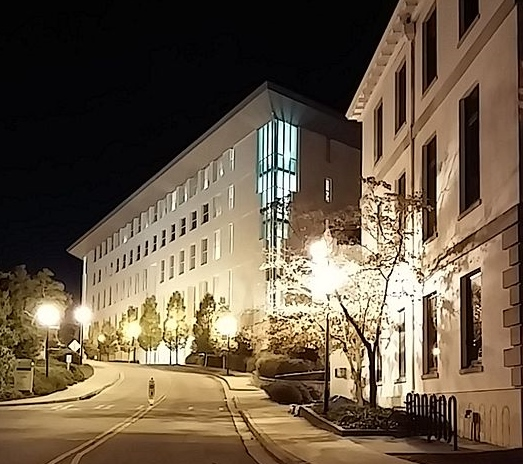
フィッシュバーンドライブから見たエモリー大学ゴイズエタビジネススクール本館西翼。右手前の建物はリッチ・メモリアル・ビルディング。

## 歴史
1919年2月18日、エモリー大学のディーン、ハワード・オダム（Howard Odum）は理事会に対して経済経営学部（school of economics and business administration）の設立案を示した。これによって、1919年の秋からエモリーは、経済学、会計学、商法のコースを開設した。1925年には、学生145人と、専任教職員1名、常勤助手1名、職員5名が所属していた。1926年に8人の学生が経営学士号を取得。その20年後、1954年に最初の女子学生の入学を受け入れた。同年、ディーンのゴードン・シーフキンによってMBAプログラムが開設された。
1964年、ロン・ジェンセンによって最初のIBG（大学対抗経営競技会 Intercollegiate Business Game）が開催された。各大学の経営を学ぶ学生を招待し、コンピューターシミュレーションを使用した競技会で各校がその経営手腕を競った。以後、エモリーで毎年開催されたほか、以後、他の地域でも同種の競技会が開催されるようになった  。
1992年には夜間MBAプログラムが開始。American Association of Collegiate Schools of Businessが修士課程の認定を開始したとき、エモリーは最初に認可された学校のひとつとなった。4年後、エモリーはアメリカ企業役員出身大学ランキングに初登場した。これは大学の新課程、1979年に開始されたエグゼクティブMBAなどが貢献した。またこのとき、学生に4年間でMBAと法務博士の両方を取得できるようにする計画もあった。
1994年に、学校はコカコーラのCEOであるロベルト・ゴイズエタにあわせて改名された。2000年には、経営学の博士課程と不動産の新課程が導入された。2020年、臨時ディーンとしてカレン・セダトールが就任した。

## 施設

### メインキャンパス
エモリー大学のメインキャンパスはジョージア州アトランタ近郊の郊外コミュニティであるディカーブ郡のドルイドヒルズにある。このメインキャンパス内にゴイズエタがあり、そのほかにも、エモリー芸術科学大学（Emory College of Arts and Sciences）と、法科大学院および医学大学院を含むすべての大学院およびプロフェッショナル・スクールなどもある。
そのほかのキャンパス内の主な建物としては、ドブス大学センター（DUC）、ウッドラフPEセンター（WOODPEC）、ウッドラフ図書館などがある。
アトランタの中心部であるダウンタウンやミッドタウン、およびバックヘッドの市街地からメインキャンパスまでは車で約15分である。
フィッシュバーンドライブとクリフトンロードの交差点に面した大学院の建物は1997年10月に竣工した。資金の大部分は、ウッドラフ財団とエモリー理事会のブラッドリー・カリー理事長によって調達された。 

### ゴイズエタ財団センター
2005年に完成した90,000平方フィート (8,400 m2)の研究博士課程ゴイズエタ財団センターには、博士課程の学生とエグゼクティブMBAの教室、MBAキャリア管理センター、会議室、小会議室がある。
センターの各所には、バルサー・カンパニ創業者のロン・バルサー夫妻から提供されたバルサー・アート・コレクションの180点以上の芸術作品が展示されており、その中にはアンディ・ウォーホル、パブロ・ピカソ、サルバドール・ダリのオリジナル作品も含まれている。

## 著名な教員
- ベン・コンシンスキー（英語版） – ジョージ・S・クラフト記念ディスティングイッシュトプロフェッサー。情報システムおよびオペレーション・マネジメント担当。

- ジャグディッシュ・シェス（英語版） – チャールズ・H・ケルシュタット記念マーケティング教授。

## 著名な卒業生
- ショーン・ベルニック（英語版） (2009), BizChair.com創業者
- ジョン・チジー（英語版） - バーガーキングCEO
- マーヴィン・エリソン（英語版） - ロウズ社長兼CEO
- ブライアン・ギャラハー（英語版） - ユナイテッド・ウェイ・オブ・アメリカ（英語版）社長兼CEO（2021年3月辞任）
- マイケル・ゴールデン（英語版） - ニューヨーク・タイムズ・カンパニー副会長
- ラド・グルゲニゼ - 第6代グルジア首相
- アラン・J・レシー（英語版） - シアーズ・ローバックの最後の会長兼CEO
- ジム・ランゾン（英語版） - 元CBSインタラクティブCEO。現TinderCEO
- ダンカン・ニーデラウアー（英語版） - 元ニューヨーク証券取引所CEO。現ヴェネツィアFC会長
- マイケル・ペトルチェリ（英語版） - Clear Path Immigration創業者